# Landtagswahl in Niedersachsen 1998
- SPD: 83
- Grüne: 12
- CDU: 62

Die Wahl zum 14. Niedersächsischen Landtag fand am 1. März 1998 statt. Gewählt wurde in 100 Wahlkreisen. Die Mindestanzahl der zu vergebenden Sitze im Niedersächsischen Landtag betrug 155. Für jedes anfallende Überhangmandat kam zusätzlich ein Ausgleichsmandat hinzu, so dass die Gesamtzahl der Mandate im Parlament immer ungerade ist.

## Ausgangssituation
Bei der Landtagswahl 1994 hatte die SPD unter Führung von Ministerpräsident Gerhard Schröder eine hauchdünne absolute Mehrheit der Mandate erreicht, während die CDU unter ihrem Spitzenkandidaten Christian Wulff deutliche Verluste hatte hinnehmen müssen.
Die SPD trat mit dem erklärten Ziel an, ihre absolute Mehrheit zu verteidigen.

## Parteien und Kandidaten
Der Landeswahlausschuss ließ 520 (376 Männer, 144 Frauen) Kreiswahlvorschläge von 12 Parteien und Einzelbewerber zu:
| Nr.                                             | Partei                                          | Zahl der Wahlkreisbewerber |
| ----------------------------------------------- | ----------------------------------------------- | -------------------------- |
| 1                                               | SPD                                             | 100                        |
| 2                                               | CDU                                             | 100                        |
| 3                                               | GRÜNE                                           | 100                        |
| 4                                               | F.D.P.                                          | 100                        |
| 5                                               | PDS                                             | 11                         |
| 6                                               | DKP                                             | 4                          |
| 7                                               | DP                                              | 5                          |
| 8                                               | REP                                             | 26                         |
| 9                                               | ödp                                             | 9                          |
| 10                                              | PBC                                             | 10                         |
| 11                                              | SFP                                             | 1                          |
| 12                                              | STATT Partei                                    | 47                         |
| 13                                              | Einzelbewerber                                  | 7                          |
| Gesamtzahl der zugelassenen Kreiswahlvorschläge | Gesamtzahl der zugelassenen Kreiswahlvorschläge | 520                        |

## Bundespolitische Aspekte
Die Landtagswahl rückte sehr stark in den Fokus des Interesses von Medien und Öffentlichkeit: Ministerpräsident Gerhard Schröder galt neben dem SPD-Vorsitzenden und saarländischem Ministerpräsidenten Oskar Lafontaine als Hauptanwärter auf die SPD-Kanzlerkandidatur für die am 27. September 1998 stattfindende Bundestagswahl.
In der Zeit vor der Landtagswahl wurde offensichtlich, dass Lafontaine bei einem SPD-Sieg wohl zugunsten Schröders auf die Kanzlerkandidatur verzichten würde. Die Landtagswahl wurde von Schröder zur „Volksabstimmung über den Kanzlerkandidaten der SPD“ erklärt. Er kündigte selbst aber an, auf seine bundespolitischen Ambitionen verzichten zu wollen, sollte die SPD mehr als zwei Prozentpunkte verlieren, was aber laut den Umfragen als eher unwahrscheinlich erschien.
Da Gerhard Schröder im Vergleich zu Oskar Lafontaine den meisten bundesweiten Umfragen zufolge als der aussichtsreichere Kandidat im Bundestagswahlkampf erschien, engagierte sich auch Bundeskanzler Helmut Kohl ungewöhnlich deutlich im Landtagswahlkampf, um so einen Wahlsieg Schröders zu verhindern. Auch SPD-Chef Oskar Lafontaine absolvierte außergewöhnlich viele Wahlkampfauftritte, teilweise zusammen mit Gerhard Schröder.

## Ergebnis
Die SPD legte um 3,6 Prozentpunkte zu und konnte somit ihre absolute Mehrheit ausbauen. Christian Wulff scheiterte auch bei seinem zweiten Versuch deutlich, Ministerpräsident zu werden. Die Grünen blieben mit 7 % praktisch unverändert. Die FDP scheiterte trotz Stimmengewinnen mit einem Ergebnis von 4,9 % mit ca. 6.000 Stimmen an der Fünf-Prozent-Hürde.
Schröder blieb Ministerpräsident und bildete ein neues Kabinett. Am 27. Oktober 1998 wurde Schröder Bundeskanzler; sein Nachfolger als Ministerpräsident wurde der bisherige Innenminister Gerhard Glogowski, der aber nach einem Jahr bereits von Sigmar Gabriel ersetzt wurde.
| Listen                                                                | Listen            | Erststimmen | Erststimmen | Erststimmen | Erststimmen | Zweitstimmen | Zweitstimmen | Zweitstimmen | Zweitstimmen | Mandate | Mandate |
| Listen                                                                | Listen            | Stimmen     | %           | +/-         | Mandate     | Stimmen      | %            | +/-          | Mandate      | Anzahl  | +/-     |
| --------------------------------------------------------------------- | ----------------- | ----------- | ----------- | ----------- | ----------- | ------------ | ------------ | ------------ | ------------ | ------- | ------- |
|                                                                       | SPD               | 2.090.805   | 48,7        | +2,1        | 83          | 2.068.477    | 47,9         | +3,6         | –            | 83      | +2      |
|                                                                       | CDU               | 1.647.814   | 38,4        | +0,3        | 17          | 1.549.227    | 35,9         | –0,5         | 45           | 62      | –5      |
|                                                                       | GRÜNE             | 310.204     | 7,2         | +0,3        | –           | 304.193      | 7,0          | –0,4         | 12           | 12      | –1      |
|                                                                       | FDP               | 143.702     | 3,3         | –0,8        | –           | 209.610      | 4,9          | +0,4         | –            | –       | –       |
|                                                                       | REP               | 41.557      | 1,0         | –1,3        | –           | 118.975      | 2,8          | –1,0         | –            | –       | –       |
|                                                                       | Statt Partei      | 29.727      | 0,7         | –0,4        | –           | 30.224       | 0,7          | –0,6         | –            | –       | –       |
|                                                                       | DKP               | 1.331       | 0,0         | N/A         | –           | 8.597        | 0,2          | N/A          | –            | –       | –       |
|                                                                       | PBC               | 2.724       | 0,1         | ±0,0        | –           | 7.984        | 0,2          | ±0,0         | –            | –       | –       |
|                                                                       | Die Frauen        | –           | –           | –0,1        | –           | 6.775        | 0,2          | –0,3         | –            | –       | –       |
|                                                                       | DP                | 4.087       | 0,1         | N/A         | –           | 6.140        | 0,1          | N/A          | –            | –       | –       |
|                                                                       | ÖDP               | 2.587       | 0,1         | N/A         | –           | 4.730        | 0,1          | N/A          | –            | –       | –       |
|                                                                       | PDS               | 6.504       | 0,2         | N/A         | –           | –            | –            | N/A          | –            | –       | –       |
|                                                                       | SFP               | 602         | 0,0         | N/A         | –           | –            | –            | N/A          | –            | –       | –       |
|                                                                       | Einzelbewerber    | 14.948      | 0,3         | +0,3        | –           | –            | –            | –            | –            | –       | –       |
| Gesamt                                                                | Gesamt            | 4.296.592   | 100         |             | 100         | 4.314.932    | 100          |              | 57           | 157     | –4      |
|                                                                       |                   |             |             |             |             |              |              |              |              |         |         |
| Ungültige Stimmen                                                     | Ungültige Stimmen | 80.051      | 1,8         | –0,2        |             | 61.711       | 1,4          | –0,2         |              |         |         |
| Wähler                                                                | Wähler            | 4.376.643   | 73,8        | ±0,0        |             | 4.376.643    | 73,8         | ±0,0         |              |         |         |
| Wahlberechtigte                                                       | Wahlberechtigte   | 5.929.342   |             |             |             | 5.929.342    |              |              |              |         |         |
|                                                                       |                   |             |             |             |             |              |              |              |              |         |         |
| Quellen: Niedersächsisches Landesamt für Statistik, Stimmen - Mandate |                   |             |             |             |             |              |              |              |              |         |         |

Die SPD erhielt ein Überhangmandat, die CDU ein Ausgleichsmandat.

## Bundespolitische Konsequenzen
Bereits um 18:30 Uhr verkündete SPD-Bundesgeschäftsführer Franz Müntefering in der SPD-Bundeszentrale, Schröder sei mit diesem Ergebnis der nächste Kanzlerkandidat der SPD.
Parteichef Lafontaine bestätigte dies gegen 20 Uhr gegenüber den vor seinem Privathaus wartenden Journalisten.
Bei der Bundestagswahl im September 1998 schaffte es Schröder dann tatsächlich, Kohl als Bundeskanzler abzulösen. Er ging die erste rot-grüne Koalition auf Bundesebene ein (siehe Kabinett Schröder I).